# Calogero Rizzuto (Architekt)

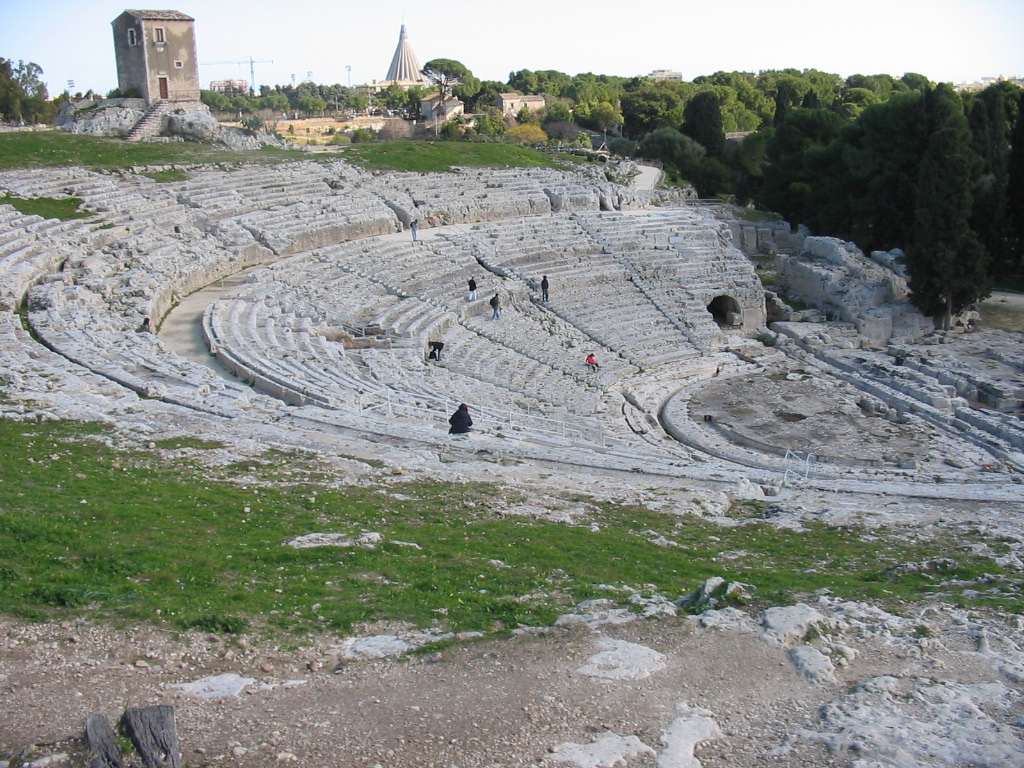
Griechisches Theater im Parco Archeologico della Neapolis

Calogero Rizzuto (* 20. Januar 1955 in Sambuca di Sicilia, Sizilien; † 23. März 2020 in Syrakus, Sizilien) war ein italienischer Architekt und Denkmalpfleger. 

## Leben und Werdegang
Rizzuto beendete 1983 ein Architekturstudium an der Universität von Palermo und war bis 1989 als niedergelassener Architekt in Rosolini tätig. Über Projekte der Autonomen Region Sizilien erwarb er sich in den folgenden Jahren große Kompetenz als Manager im Kultur- und Tourismussektor.
Seit 2007 war Rizzuto verantwortlich für das Kulturerbe der sizilianischen Region an den Soprintendenzen in Ragusa und Syrakus. Weiterhin arbeitete er am Museum von Kamarina. Seit Sommer 2019 bekleidete er das Amt des Ersten Direktors der Archäologischen Parks von Syrakus (Parco Archeologico della Neapolis, Villa Romana del Tellaro, antikes Heloros) und widmete sich der Weiterentwicklung der Erschließung und Sicherung der archäologischen Plätze.
Calogero Rizzuto, der in Rosolini lebte, war verheiratet und hatte zwei Kinder. Er starb im März 2020 im Alter von 65 Jahren während der Corona-Pandemie nach einer tagelangen Fehlbehandlung an den Folgen einer SARS-CoV-2-Infektion.